# 인간 만세
"인간 만세"는 1962년 공개된 대한민국의 영화이다.

## 배역
- 신영균
- 김혜정
- 김희갑
- 전계현